# Ugly God
Ugly God, pseudonimo di Royce Rodriguez (Fort Wayne, 19 settembre 1996), è un rapper e produttore discografico statunitense di origini dominicane.
È noto soprattutto per il singolo Water pubblicato nel 2016 e diventato disco di platino negli Stati Uniti d'America. Il 13 giugno 2017, è stato nominato uno dei dieci "2017 Freshman Class" secondo la rivista XXL, dove è apparso insieme ai rapper Playboi Carti, MadeinTYO e XXXTentacion.

## Biografia
Royce Rodriguez è nato il 19 settembre 1996, in Indiana, dove avrebbe vissuto solo per alcuni mesi fino al trasferimento a Cleveland, in Ohio. Dopo aver vissuto due anni in Ohio, si trasferì a Houston, in Texas, dove trascorse la maggior parte della sua vita. Ugly God ha iniziato a rappare mentre era iscritto all'Università del Mississippi del Sud, dove voleva diventare ingegnere informatico prima di abbandonare.
Tra la seconda media e la seconda liceo, Royce Rodriguez utilizzava lo preusonimo "Pussy Bacon". Ha cambiato il suo nome in "Ugly God" a causa di motivi sociali e dei suoi genitori. Il nome d'arte è stato inventato sul momento come derivante dalla frase "I'm Real Ugly" (letteralmente Sono davvero brutto) che si è evoluta in "Ugly God".
Il 16 marzo 2016, ha caricato il brano Water sulla piattaforma online SoundCloud, prima di pubblicarlo per il download digitale come singolo il 19 novembre 2016, dalla Asylum Records. La canzone ha debuttato alla centesima posizione della Billboard Hot 100 e in seguito raggiunse l'ottantesima posizione sulla stessa classifica.
Il 4 agosto 2017, Ugly God ha pubblicato il mixtape The Booty Tape. L'album ha raggiunto la posizione numero 27 della Billboard 200.
Rodriguez è apparso anche nella canzone Boom! di Lil Yachty, presente nell'album Lil Boat 2, pubblicato il 9 marzo 2018.
Ugly God ha pubblicato l'EP Just a Lil Something Before the Album in vista del suo prossimo album di debutto Bumps & Bruises.
Il 28 marzo 2019 ha pubblicato la canzone Hello, che ha visto anche la partecipazione del trapper Lil Pump.

## Discografia

### Mixtape
- 2017 – The Booty Tape

### EP
- 2018 – just a lil something before the album...